# Видович, Изабела
И́забела Ви́дович (англ. Izabela Vidovic; род. 27 мая 2001, Чикаго) — американская актриса театра, кино и телевидения, а также сценарист и кинопродюсер.

## Биография
Изабела дебютировала в театре в возрасте 7 лет. В 2011 году начала сниматься в кино, преимущественно в сериалах. Играла в сериалах: «Кости», «Закон Хэрри», «Фостеры» и др. В 2013 году Изабеле досталась роль «Little Rock» в сериале «Зомбилэнд», а также возможность сыграть вместе с Джейсоном Стейтемом в фильме «Последний рубеж». В том же году Изабела приняла участие в короткометражке «Because These Kids Are…», где помимо актёрской роли взяла на себя обязанности сценариста и продюсера. Принимает участие в рекламе.
Родители Изабелы имеют боснийские корни. Отец — кинопродюсер Марио Видович, мать — Элижабета Видович — актриса. Сестра Изабелы Катарина Видович также начала сниматься в кино. Изабела Видович изучает немецкий и русский языки. Помимо английского языка, умеет говорить, читать и писать на сербском, боснийском и хорватском языках.

## Фильмография
| Год         | Название                                                  |            | Персонаж                           |
| ----------- | --------------------------------------------------------- | ---------- | ---------------------------------- |
| 2005 —      | Кости                                                     |            | дочь                               |
| 2010 — 2014 | Воспитывая Хоуп                                           |            | Делила в 8 лет                     |
| 2011 — 2012 | Закон Хэрри                                               |            | Шелби Хиггинс                      |
| 2011        | Мыслить как преступник: Поведение подозреваемого (сериал) |            | юная Рэйчел                        |
| 2011 — 2012 | Всю ночь напролёт                                         |            | Таня Мур                           |
| 2011        | Little in Common (сериал)                                 |            | Минни Веллер                       |
| 2012        | Deadtime Stories: Grave Secrets                           |            | Робин                              |
| 2012        | Find Me                                                   |            | Фрэнки                             |
| 2012        | Ангел по соседству                                        |            | Оливия Мид                         |
| 2012        | Помощница на праздники                                    |            | Элли ВанКэмп                       |
| 2012        | Little Brother                                            |            | Сэм Алексис                        |
| 2013        | Zомбилэнд                                                 | Zombieland | Литл-Рок                           |
| 2013 —      | Фостеры                                                   |            | Тэйлор                             |
| 2013        | Because These Kids Are… (короткометражка)                 |            | Кэт (а также сценарист и продюсер) |
| 2013        | Complexion (короткометражка)                              |            | юная Ева                           |
| 2013        | Последний рубеж                                           |            | Мэдди                              |
| 2014 — 2015 | Мой мальчик                                               |            | Шей Гарсия-Миллер                  |
| 2014 — н.в. | Сотня                                                     |            | Шарлотта                           |
| 2015        | May I Die (короткометражка)                               |            | Айше                               |
| 2015 — н.в. | Супергёрл (сериал)                                        | Supergirl  | Юная Кара Зор-Эл / Кара Дэнверс    |
| 2017        | Чудо                                                      | Wonder     | Вия                                |
| 2018        | Я — зомби                                                 |            | Изабель                            |